# Borussia Verein für Bewegungspiele Neunkirchen
El Borussia Verein für Bewegungspiele Neunkirchen o més simplement Borussia Neunkirchen, és un club de futbol alemany de la ciutat de Neunkirchen a l'estat de Saarland.

## Història
L'any 1907 nasqué el club SC Borussia Neunkirchen com a resultat de la fusió de FC 1905 Borussia i SC Neunkirchen. Un any més tard adoptà el nom Borussia VfB Neunkirchen. Entre 1912 i 1963 jugà sempre a la primera divisió dels diversos campionats zonals que existien a Alemanya, com la Kreisliga Saar, la Bezirksliga Rhein-Saar i la Gauliga Gauliga Südwest/Mainhessen creada durant el Tercer Reich. Després de la Guerra el club fou dissolt pels aliats, renaixent amb el nom VfB Neunkirchen. El 1951 retornà al seu nom anterior. Durant aquests anys, la regió del Sarre era controlada per França i aquest país intentà que el territori s'annexionés a França o esdevingués estat independent. Així, el Sarre, participà en els Jocs Olímpics d'Estiu de 1952 i les eliminatòries de la Copa del Món de Futbol de 1954. Entre 1949 i 1951, el club jugà la Saarland Ehrenliga (lliga independent) on guanyà un campionat. Finalment els clubs ingressaren a la lliga alemanya el 1951, passant el club a jugar la Oberliga Südwest. Quan es creà la Bundesliga, l'equip de la regió escollit per a participar-hi fou el 1. FC Saarbrücken i el Borussia ingressà a la Regionalliga Südwest. Ascendí a la Bundesliga el 1964, jugant-hi tres temporades, la darrera la 1967-68. Després compaginà la Regionalliga Südwest i la 2. Bundesliga Süd, passant més tard a la Oberliga Südwest, la quarta divisió alemanya.

## Palmarès
- Oberliga Südwest (I) 
  - 1962
- Bezirksliga Rheinhessen-Saar (I) 
  - 1924
- Bezirksliga Rhein-Saar (I) 
  - 1929
- Kreisliga Saar (I) 
  - 1921, 1922, 1923
- Regionalliga Südwest (II) 
  - 1964, 1967, 1971, 1972, 1974
- Oberliga Südwest (III-IV) 
  - 1980, 1991, 2000, 2002, 2005
- Amateurliga Saarland (III) 
  - 1976, 1977, 1978
- Lliga de futbol de Saarland
  - 1949
- Copa del Sud d'Alemanya de futbol
  - 1921
- Copa de Saarland
  - 1978, 1985, 1986, 1990, 1992, 1996, 2003